# القمة الإسلامية 1981
مؤتمر القمة الإسلامي الثالث (28 - 25 يناير ‌‌1981م)، عُقد في مكة المكرمة في المملكة العربية السعودية، تحت عنوان ”دورة فلسطين والقدس“.

## أبرز القرارات
- إنشاء [[المركز الإسلامي لتنمية التجارة]]، ومقره في الدار البيضاء بالمغرب.
- إعلان الجهاد المقدس لإنقاذ القدس الشريف، ونصرة الشعب الفلسطيني.
- دعم كل سُبل التسوية لإنهاء النزاع الإيراني العراقي.